# Hirel
Hirel is een gemeente in het Franse departement Ille-et-Vilaine (regio Bretagne). De plaats maakt deel uit van het arrondissement Saint-Malo. Hirel telde op 1 januari 2022 1.384 inwoners.

## Geografie
De oppervlakte van Hirel bedroeg op 1 januari 2022 9,85 vierkante kilometer; de bevolkingsdichtheid was toen 140,5 inwoners per km².

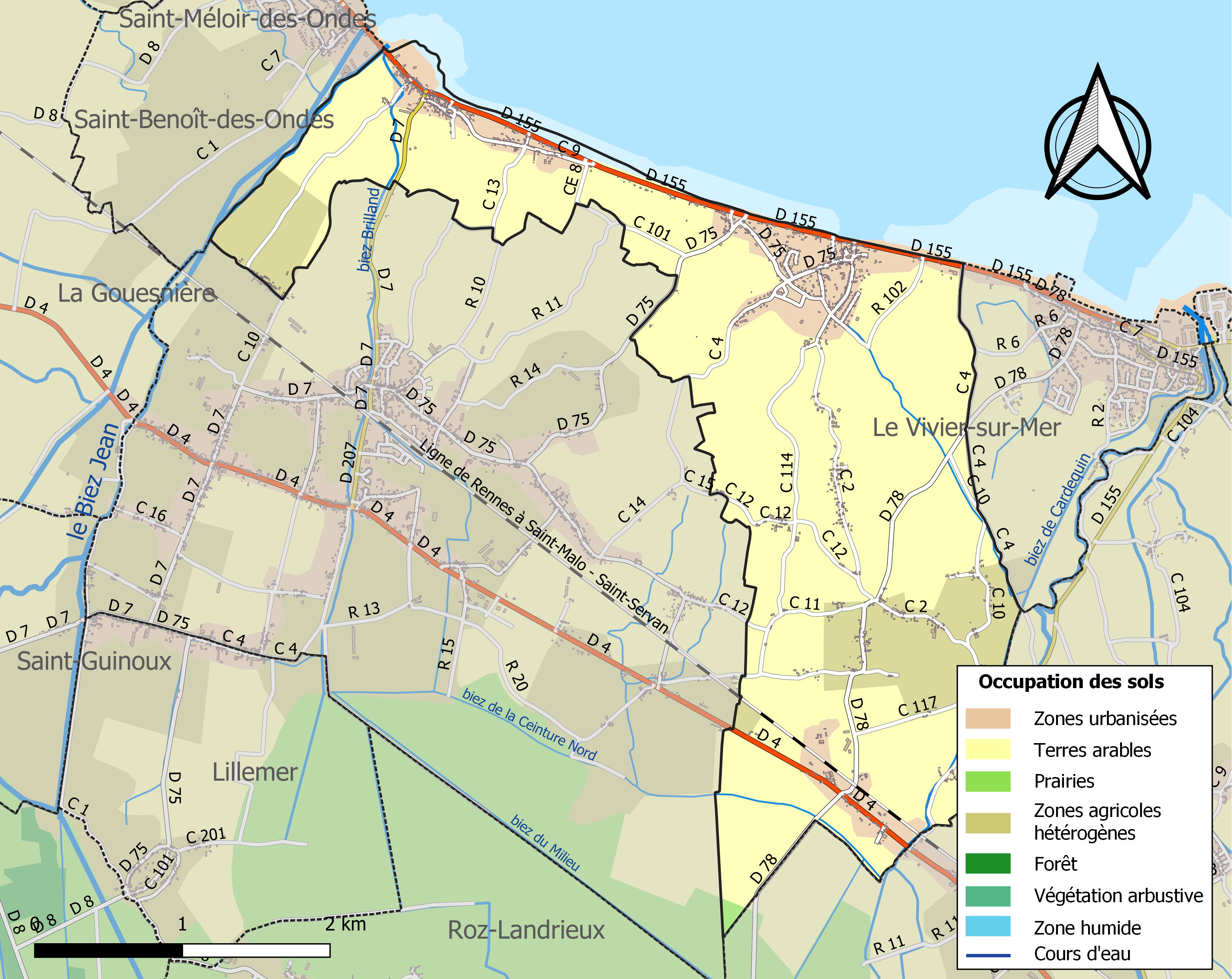
Kaart van de gemeente met belangrijkste infrastructuur, bodemgebruik en omliggende gemeenten

## Demografie
Onderstaande figuur toont het verloop van het inwonertal, bron: INSEE-tellingen. 